# Lac d'air froid
Pour les articles homonymes, voir TAF.
Le lac d'air froid, ou trou à froid ou TAF, est un phénomène météorologique qui conduit localement à des températures basses. Il est caractérisé par une couche d'air froid qui s'accumule dans une zone à cause de la topographie ou de barrières artificielles. Il se produit souvent en montagne où l'air refroidit et descend la nuit, puis il peut être capturé dans un bassin. Il s'agit d'un cas particulier de couche d'inversion qui peut disparaître au cours de la journée suivante à cause du réchauffement ou rester stable pendant plusieurs jours. Ce comportement de l'air froid de couler vers le point le plus bas, comme le fait aussi l'eau sur un terrain, est la raison pour laquelle le lac d'air froid a été nommé ainsi. 

## Origine
Les lacs d'air froid se produisent souvent à cause de l'inversion de température nocturne, qui contient deux phases : 
- phase nocturne : la couche d'air près du sol sur les pentes se refroidit radiativement, descend et s'accumule dans des cuvettes[6]. Ici, l'air froid, plus dense que l'air environnant, reste bloqué sous la couche d'inversion ;
- phase diurne : le rayonnement solaire réduit l'inversion de température et finit par la briser pour rétablir le gradient vertical normal[5].

Les lacs d'air froid sont classés en diurnes ou persistants.
Les lacs diurnes durent moins d'une journée. Ils se forment en raison du refroidissement radiatif efficace de la surface la nuit mais se dégradent après le lever du soleil avec l'augmentation du rayonnement solaire. 
Les lacs d'air froid persistants peuvent durer des jours, voire des semaines. Ils se produisent lorsque le réchauffement diurne de la surface n'est pas suffisamment puissant pour que les couches atmosphériques stratifiées se mélangeant au cours de la journée.

## Conditions de formation
Certaines conditions rendent la formation d’un lac d’air froid plus probable : un vent faible empêche que les différentes couches d'air se mélangent et un ciel dégagé de nuages rend le refroidissement dans la phase nocturne plus efficace. De façon inverse, un changement de masse d'air ou un vent significatif vont briser ou empêcher la formation d'un lac d'air froid,.
L'absence de végétation au fond de la dépression favorise une plus grande perte de chaleur que les zones boisées. Un fond plat permet aussi la déperdition d'énergie car elle représente une plus grande section efficace qu'une cuvette. Finalement, une tombée de neige fraîche favorise le refroidissement car elle présente une couche d'isolation par rapport au transfert de chaleur depuis le sol alors que sa surface à l'air est froide.

### Barrières
Des barrières artificielles comme des remblais élevés le long de routes ou de voies ferrées peuvent également favoriser la formation de lacs d'air froid. Dans un paysage avec une pente légère, ces remblais sont assez hauts pour capturer l'air froid sur une superficie significative. Les impacts pour la végétation et l'agriculture, notamment l'augmentation du risque de gel, ont été étudiés et ont donné lieu à des préconisations.
Une étude faite en Allemagne en 1980 sur le risque de gel engendré par la présence d’obstacles élevés comme des remblais routiers au-dessus des fonds de vallée, a donné lieu à des préconisation d'intégration de l’impact climatique dans les projets de grandes constructions. 
En France au début des années 1990, la question de l’impact climatique du remblai ferroviaire sur le risque gélif a été pris en considération. Une expérience a été réalisée en 1995 dans le vignoble champenois, près de Reims, sur les communes de Verzenay et Sillery. La simulation d'un remblai similaire à un remblai ferroviaire de ligne à haute vitesse a été aménagé dans le bas d’un coteau sur une longueur de 780 m avec une hauteur de 5 m. L'expérience a montré que dans des situations météorologiques de type radiatives, avec ciel clair et vent faible ou nul, le refroidissement nocturne, avec le blocage des écoulements gravitaires, créait un lac d’air froid.

## Effets
En été, l'apparition d'un trou à froid crée un phénomène important d'amplitude des températures. Par exemple, dans des données observées le 23 août 2024 au lieu-dit La pelouse de Darbounouse sur la commune de La Chapelle-en-Vercors, il a fait −3,6 °C à 7 heures du matin sous l'effet d'un trou à froid, mais la température est remontée à 23,8 °C dans l'après-midi.
En raison de leur nature stagnante, les lacs d’air froid peuvent engendrer une grave accumulation de pollution atmosphérique. Durant un épisode de froid, les particules d'un diamètre inférieur à 2,5 μm peuvent augmenter régulièrement de 10 μg par jour et atteindre ou dépasser les seuils de pollution admis. L'exposition à la pollution atmosphérique dans des lacs d'air froid persistants peut affecter la santé cardiorespiratoire et présente des risques sanitaires dans les zones habitées. 
Les lacs d’air froid ont des conséquences sur le chauffage résidentiel en augmentant le risque de températures basses extrêmes. 
Avec l'inversion de température, la pluie produite en altitude par un système météorologique qui approche se transformera en pluie verglaçante à la surface si la température dans le bassin est inférieure au point de congélation. 
La réduction du vent et le risque de pluie givrante peuvent affecter le fonctionnement des éoliennes et réduire la production électrique des parcs éoliens de la région.
Dans la construction d'igloos, on tire parti du phénomène du lac d'air froid en ajoutant des entrées plus profondes. L'air froid s'y accumule et empêche l'air chaud intérieur de sortir à l'extérieur, ce qui rend la construction d'une porte superflue.
Dans le contexte global du réchauffement climatique, les lacs d'air froid sont étudiés comme potentiels micro-refuges d'écosystèmes.

## Observations

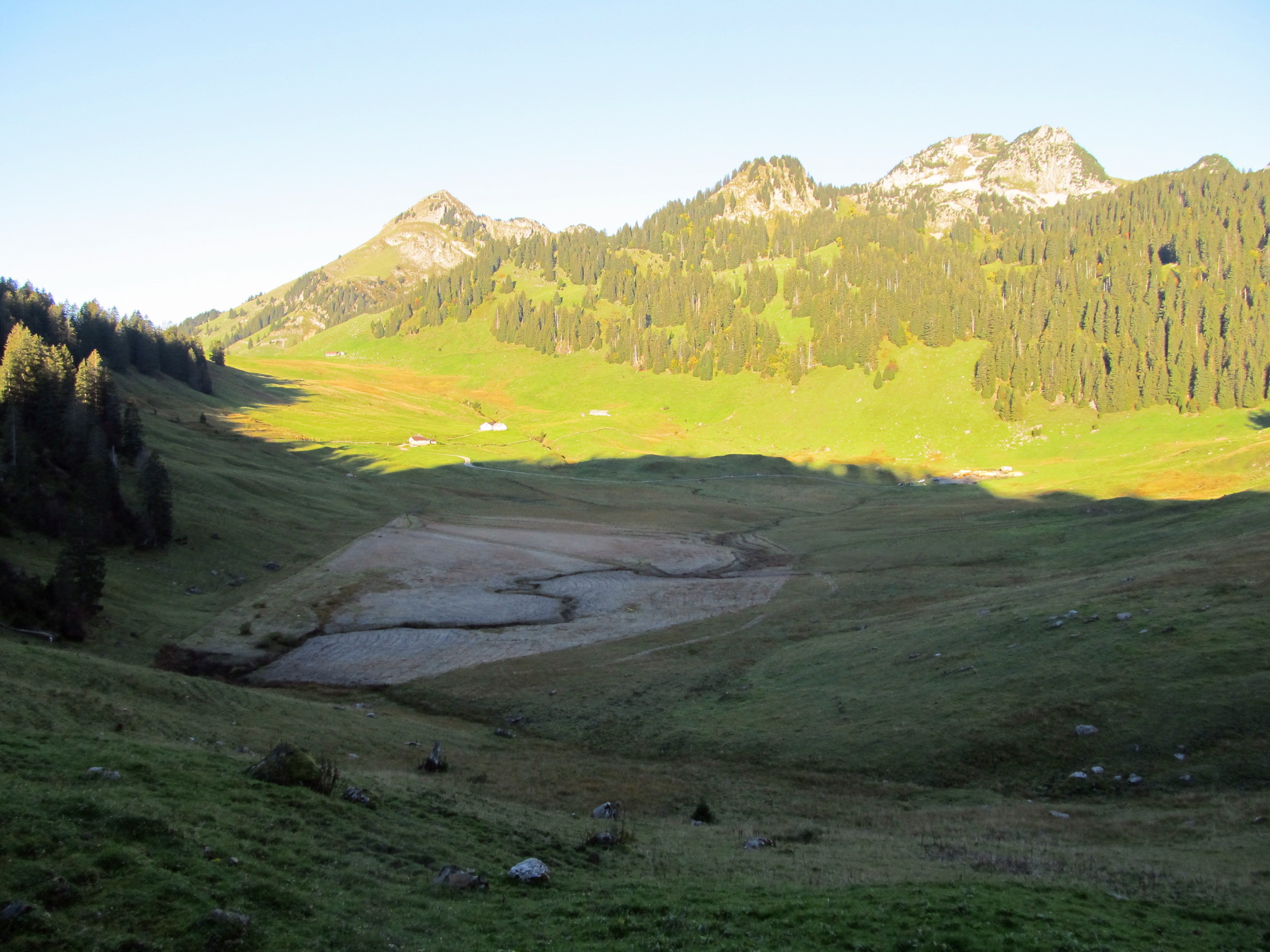
Le gel rend visible le lac d’air froid qui s’est formé pendant la nuit dans un bassin.

Les lacs d'air froid, ou trous à froid (TAF) où des températures extrêmes peuvent être observées, se situent essentiellement dans des combes, des vallées profondes et étroites créant des microclimats. 
Les lacs d'air froid sont courants pendant les mois d'hiver dans les vallées de montagne du monde entier comme, par exemple, l'ouest de l'Amérique du Nord, l'Himalaya, les Alpes, etc. 
La thermographie par satellite permet de cartographier et d'identifier les lacs d'air froid.
Dans la vallée du Glattalp (de) en Suisse une température de −52,5 °C a été relevée le 7 février 1991, battant le record précédent de l’endroit le plus froid en Suisse avec une température de −41,8 °C enregistrée le 12 janvier 1987 à La Brévine.
En France, on localise des trous à froid dans certaines vallées jurassiennes, notamment dans le Haut-Doubs. Une température négative record de −41 °C a été relevée lors de l’hiver 1985 dans le village de Mouthe, aussi appelé « La petite Sibérie ». Non loin de là, le 4 janvier 2024, la station météo de Combe Noire de Mignovillard, dans le Jura, a enregistré une température négative de −36,4 °C dans cette combe.
Des TAF sont aussi observés dans certaines vallées pyrénéennes comme Cauterets et Ossau et dans les vallées alpines, notamment Chamonix. On observe aussi, mais à un moindre degré, des TAF dans le Massif central près de la Margeride et sur certains flancs du Sancy ainsi que dans le Cantal.